# Kleiner Roter Traktor
Kleiner Roter Traktor (Originaltitel: Little Red Tractor) ist eine britische Puppentrickserie in Stop-Motion-Technik, die von der Little Entertainment Group produziert und in Deutschland im KiKA ausgestrahlt wird. In Großbritannien ist die Serie im Kleinkindprogramm CBeebies der BBC zu sehen.

## Handlung
Die Serie spielt in der Umgebung des fiktiven, ländlich geprägten Dorfes Plätscherbach. Sie erzählt von den Erlebnissen eines kleinen roten Traktors älteren Baujahrs und seines Fahrers, des Landwirts Jan. Gemeinsam helfen sie ihren Nachbarn aus großen und kleinen Notlagen. Diese entstehen häufig durch unüberlegte Handlungen ihres Nachbarn Jasper Junker und dessen Hang zu hochtechnischen Lösungen, die im entscheidenden Moment versagen.

## Episoden
(sortiert laut KiKA inklusive Angabe der Drehbuchautoren)
1. Der große Knall – Keith Littler
2. Die Leiter – Jimmy Hibbert
3. Der Goldpokal – Keith Littler
4. Der kleine rote Traktor hat Geburtstag – Keith Littler: Der kleine rote Traktor ist ein Jahr alt geworden. Ihm zu Ehren wird eine Geburtstagsfeier veranstaltet.
5. Die Heuernte – James Mason
6. Ein glücklicher Tag – Jimmy Hibbert
7. Beeren pflücken – Jimmy Hibbert: Max und Emma gehen mit Jan Beeren pflücken. Währenddessen versucht sich Stumpi als Bauer auf Herrn Junkers Gutshof. Er fährt den Mähdrescher Ernter. Doch er stellt sich dumm an und ein Strohballen rollt durch Plätscherbach.
8. Jan kann alles – Keith Littler: Auch an seinen freien Tagen hilft Jan seinen Nachbarn bei ihrer Arbeit. Nie kommt er dabei zum Essen. Die Dorfbewohner tragen deshalb alle zu einem Festessen in Walters Werkstatt ein. Dies ist ein kleines Dankeschön, weil Jan immer hilfsbereit ist.
9. Flieg, Drache, Flieg – Keith Littler: Max hat sich einen Drachen gebaut, den er steigen lassen möchte. Er fliegt allerdings davon. Herr Junker findet ihn und bringt ihn zurück.
10. Der Flohmarkt – Keith Littler
11. Ein stürmischer Tag – Russel Haigh
12. Tigertatzen – Jimmy Hibbert
13. Hof des Jahres – Keith Littler: Der Plätscherbach-Bote hat einen Wettbewerb ausgeschrieben, der den besten Hof Plätscherbachs küren soll. Herrn Junkers Hof ist tiptop, aber Jan hat den Wettbewerb vergessen. Dennoch gewinnt er, denn auf einem Hof muss nicht alles perfekt sein.
14. Der Staudamm – Russel Haigh: Herr Junker hat einen Staudamm im Plätscherbach gebaut. Dadurch fließt im ganzen Dorf kein Wasser mehr, denn der Plätscherbach ist die einzige Quelle des Dörfchens. Schnell wird der Damm wieder weggeräumt.
15. Das Schweigen der Kühe – Jimmy Hibbert: Herr Junker soll aufs Titelbild einer Boulevardzeitung kommen. Allerdings fehlen Kühe auf seinem Hof. Darum klaut er sich Jans Kühe Doris und Veronika. Als der Diebstahl herauskommt, ist Jan wütend auf Herrn Junker, weil er ihn nicht gefragt hatte, ob er sich die Tiere ausleihen kann. Der Journalist Fritz Knipser war ebenso verärgert und zog wieder davon.
16. Das große Niesen – Keith Littler
17. Der Geheimplatz – James Mason
18. Der geheime Angelplatz – Russel Haigh
19. Die Superdetektive – Keith Littler
20. Oben auf dem Dach – Russel Haigh
21. Lichterketten – Keith Littler
22. Flecki haut ab – Russel Haigh
23. Mach´s gut, großer blauer Traktor – Russel Haigh
24. Im Auge des Drachen – Jimmy Hibbert
25. Endlich Wasser – Keith Littler
26. Die Überraschungsparty – Russel Haigh
27. Die Bestie vom Plätscherbach –
28. Die Zugmaschine – Keith Littler
29. Der Stadtjunge – Jimmy Hibbert
30. Kreise im Kornfeld – Russel Haigh
31. Fliegende Kartoffeln – Russel Haigh
32. Das Rockkonzert – Jimmy Hibbert
33. Der Neuankömmling – Keith Littler
34. Ein schönes Schlammwetter – Russel Haigh
35. Der Hochsitz – Keith Littler
36. Immer Ärger mit der Technik – Jimmy Hibbert
37. Vom Winde verweht – Russel Haigh
38. Das Drama mit dem Lama – Keith Littler
39. Mitbürger des Jahres – Russel Haigh
40. Im Zucchinifieber – Jimmy Hibbert
41. Der vergrabene Schatz – Jimmy Hibbert
42. Auf Geisterjagd – Jimmy Hibbert
43. Die Gutshofrakete – Jimmy Hibbert
44. Die Schnitzeljagd – Jimmy Hibbert
45. Maulwurfshügel und Windmühlenflügel – Keith Littler
46. Der Maibaum – Jimmy Hibbert
47. Das Erntefest – Russel Haigh
48. Plätscherbach-Olympiade – Keith Littler
49. Der Doppelgänger – Jimmy Hibbert
50. Heiße Zeiten – Russel Haigh
51. Alles Käse – Jimmy Hibbert
52. Der Zauberhut – Keith Littler
53. Donnerwetter – Russel Haigh
54. Rettung in letzter Minute – Russel Haigh
55. Vermisst – Keith Littler
56. Auf und davon – Russel Haigh
57. Das Kartoffelrennen – Jimmy Hibbert
58. Theater, Theater – Russel Haigh
59. Das Känguru – Russel Haigh
60. Große und kleine Fische – Jimmy Hibbert
61. Die Schatzkarte – Russel Haigh
62. Plätscherbacher Bergrennen – Russel Haigh
63. Der Wohltätigkeitslauf – Jimmy Hibbert
64. Film ab! – Jimmy Hibbert
65. Das Seifenkistenrennen – Keith Littler
66. Das Entennest – Russel Haigh
67. Karottendiebe – Russel Haigh
68. Milchshake – Russel Haigh
69. Der Stromausfall – Russel Haigh
70. Aus Alt mach Neu – Keith Littler
71. Der Regentanz – Keith Littler
72. Der Rennesel – Russel Haigh
73. Zu kalt für Schnee – Russel Haigh
74. Landleben – Russel Haigh
75. Willkommen zu Hause – Russel Haigh

## Titellied
Das Titellied ist bei jeder Folge leicht verändert bis ganz anders. In Deutschland ist es einheitlich. Auf der Englischen Übersetzungen auf deutschen DVDs wurde nur das deutsche Titellied übersetzt, aber in falschem Englisch.
Hinweis: Es gibt zu diesem Zeitpunkt keine Hinweise, dass dies auch wirklich so ist. Es ist auch nun schwer zu erfahren, ob es bei TV-Ausstrahlung so war – damals, 2004. Die Serie wird ja nicht mehr ausgestrahlt. Aber bei Heimmedien zumindest, ist das englische Titellied mit dem auf der deutschen DVD identisch und – wie auf der deutschen DVD – nicht anders in jeder Folge.
Deutscher Songtext
[tut-tut] Los geht’s!

Kleiner Roter Traktor

ist überall bekannt

Mit Jan am Lenkrad

zieht er über’s Land

Er ist kein Riese,

aber mutig stets

Kleiner Roter Traktor,

[tut-tut] los geht’s!

Schleppi, Flitzer und der große Blaue

sind mit ihm gern unterwegs

Kleiner Roter Traktor,

[tut-tut] los geht’s!
Englisch-sprachiger Songtext (deutsche DVD/britische Heimmedien)
[toot-toot] Let’s go!

Little red tractor,

he’s king of the fields

Gettin' his jobs done,

with Stan at the wheel

He’s not the biggest,

but he’s a hero

Little red tractor,

[toot-toot] let’s go

With Sparky & Lipper,

a big blue too

And lots more friends in tow

Little red tractor,

[toot-toot] let’s go
Hinweis: Der deutsche & englische Songtext der Serie, die auf der deutschen DVD und dem britischen Heimmedien-Release zu finden ist, sind hier dargestellt, um dem Leser eine eigene Einschätzung zur Korrektheit der Übersetzung zuzulassen. Eine Verwendung außerhalb dieses enzyklopädischen Rahmens bedarf vermutlich – lt. Gesetz – einer schriftlichen Genehmigung der Rechteinhaber.

## Figuren

### Jan
Jan ist Landwirt wie schon seine Eltern und Großeltern. Er führt den bescheidenen Gösselhof, den er mit der Titelfigur, dem kleinen roten Traktor, bewirtschaftet. Jan ist kinderlieb und immer hilfsbereit. Er wird in der deutschen Fassung von Eberhard Haar gesprochen. Seinen ersten Auftritt hat er in Der große Knall.

### Kleiner roter Traktor
Der kleine rote Traktor hilft Jan beim Bewirtschaften des Gösselhofes. Er trägt deutlich menschliche Züge. Auch wenn er sich nicht verbal äußert, so kann der dennoch durch freudiges Hupen und Hüpfen auf seiner Vorderachse Freude und Zustimmung signalisieren. Reales Vorbild für den kleinen roten Traktor ist ein Massey-Harris Pony aus den 1950er Jahren. Seinen ersten Auftritt hat er in Der große Knall.

### Jasper Junker
Jasper Junker wird von allen Dorfbewohnern nur Herr Junker genannt. Er stammt aus der Stadt und fühlt sich gelegentlich den Landbewohnern überlegen. Er wohnt auf dem herrschaftlichen Gutshof, den er mit modernen technischen Hilfsmitteln wie dem Mähdrescher Ernter und dem großen blauen Traktor bewirtschaftet. Er hat eine Schwäche für allerlei technisches Spielzeug und materialistische und egoistische Eigenschaften, die ihn regelmäßig in Schwierigkeiten bringen. Deutscher Sprecher ist Gustav Adolph Artz. Seinen ersten Auftritt hat er in Der große Knall.

### Großer blauer Traktor
Der Traktor des Gutshofes. Kann wie der kleine rote Traktor Gefallen oder Missfallen durch sein Mehrklanghorn ausdrücken, hat aber keine anthropomorphen Züge. Seinen ersten Auftritt hat er in Der große Knall.

### Stumpi
Stumpi ist Müller einer Windmühle, die er mit seiner Frau Elsie betreibt. Er wohnt auch darin. Stumpi ist dicklich, schon älter (65–70) und weißhaarig. Er neigt zum Missfallen seiner Frau zum Müßiggang. Er ist gutmütig und hilft seinen Nachbarn, wo er kann. Als Gefährt dient ihm sein Quad, das er Flitzer nennt, welches er allerdings nur sehr schlecht beherrscht und das ihn dadurch ständig abwirft, vor allem beim Bremsen. Seine deutsche Stimme leiht ihm Peter Kirchberger. Seinen ersten Auftritt hat er in Der große Knall.

### Walter
Walter betreibt mit seiner Tochter Nicola eine Autowerkstatt mit Tankstelle und kleinem Shop. Er hat eine große Vorliebe zur Rockmusik und singt gerne bei der Arbeit, die er manchmal etwas ungeschickt erledigt. Dann muss ihm seine Tochter, die insgesamt die geschicktere Handwerkerin ist, zur Hand gehen.
In seiner Freizeit versucht er, den Oldtimer Rosti wieder flott zu machen. Dennoch bleibt Rosti regelmäßig liegen und bringt Walter in Schwierigkeiten. Gesprochen wird er von Robert Missler, der auch das Titellied singt. Seinen ersten Auftritt hat er in Der große Knall.

### Nicola
Walters Tochter führt mit ihrem Vater zusammen die Werkstatt und Tankstelle. Sie ist eine geschickte und hilfsbereite Mechanikerin. Für Einsätze außerhalb der Werkstatt steht ihr der Abschleppwagen Schleppi zur Verfügung. Gesprochen wird sie von Stephanie Damare. Ihren ersten Auftritt hat sie in Der große Knall.

### Emma und Max Tormann
Emma und Max sind die Nachbarskinder des Gösselhof, weshalb sie gern bei Jan zu Besuch sind und mit ihm Ausfahrten im kleinen roten Traktor unternehmen. Sie werden von Florentine Draeger und Mohammed Ponten gesprochen. Ihren ersten Auftritt haben beide in Der große Knall.

### Thomas
Der 10-jährige Neffe von Herrn Junker zieht erst im Laufe der Serie aufs Land und muss sich an das Landleben gewöhnen. Er wird Spielkamerad der jüngeren Nachbarskinder (6 und 8 Jahre alt) Emma und Max. Er ist der einzige, der Herrn Junker mit seinem Vornamen als Onkel Jasper anspricht. Er wird von Tim Kreuer gesprochen. Seinen ersten Auftritt hat er in Der Stadtjunge.

### Weitere Charaktere

#### Personen
- Elsie, Stumpis Frau, die ihn immer wieder zur Arbeit ermuntert. Deutsche Stimme: Micaëla Kreißler. Erster Auftritt: Der große Knall.
- Laura und Michael Tormann, die Eltern von Emma und Max. Deutsche Stimmen: Tina Eschmann und Konstantin Graudus. Laura hat ihren ersten Auftritt in Die Leiter und Michael in Fliegende Kartoffeln.
- Fritz Knipser, Text- und Fotojournalist der Lokalzeitung Plätscherbach-Bote, der jedoch auch für ein überörtliches Magazin schreibt. Gesprochen von Sven Dahlem. Erster Auftritt: Der Flohmarkt.
- Leo, Neffe von Walter, der ab und zu zu Besuch kommt. Deutsche Stimme: Vincent Uecker. Erster Auftritt: Immer Ärger mit der Technik.

#### Fahrzeuge
- Schleppi, der Abschleppwagen aus Walters Werkstatt.
- Flitzer, Stumpis Quad.
- Rosti, Oldtimer, Walters Bastelobjekt.
- Ernter, der Mähdrescher des Gutshofs.